# Шоанински храм
Шоанински храм је православни храм у Русији у Карачајево-Черкесији прилично је скроман у поређењу са другим древним здањима у Русији. Дугачак је само 13 метара и у њему нема никаквих слика нити раскошних украса.
Испод слоја старог малтера (који је откривен када је парче малтера отпало) налази се слој са натписима на грчком, арапском, грузијском, јерменском и руском језику из различитих векова, као и севернокавкаски астролошки знаци (храм је саграђен у 10. веку на територији древне Аланије – данашњи Северни Кавказ).